# گرید اتواسپرت
«گرید اتواسپرت» (انگلیسی: Grid Autosport) یک بازی ویدئویی در سبک کورسی است که توسط کدمسترز و در سال ۲۰۱۴ و در پلت‌فرم‌های پلی‌استیشن ۳، ایکس‌باکس ۳۶۰، مایکروسافت ویندوز، مک‌اواس، و لینوکس منتشر شده‌است.